# George van de Palts

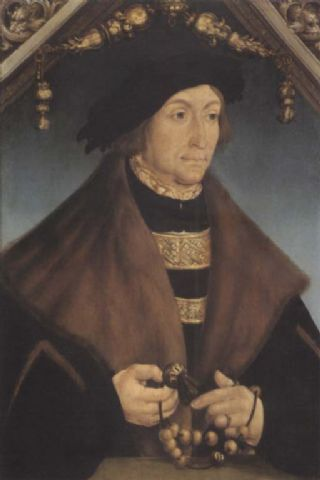
George van de Palts

George van de Palts of George van Beieren (Heidelberg 10 februari 1486 - Schloss Kislau bij Bad Mingolsheim in Bad Schönborn, 27 september 1529) was proost van Sint Donaas in Brugge.
Georg van Beieren, de zoon van keurvorst Filips van de Palts en Margaretha van Beieren, was proost van Sint-Donaas van 1502 (hij was toen pas zestien) tot 1513. Hij was ook kanunnik in Mainz, Keulen, Trier en Spiers. Van 1499 tot 1506 was hij domproost in Mainz. Op 12 februari 1513 werd hij bisschop van Spiers en nam bij die gelegenheid ontslag als proost van Sint-Donaas. Hij ging toen nog even in Heidelberg studeren en werd op 10 juli 1515 tot priester gewijd en op 22 juli tot bisschop. Hij zette zich in om de losbandigheid van zijn clerus in te perken en verbood hen de lectuur van de geschriften van Luther, wat niet belette dat onder meer zijn hulpbisschop naar het protestantisme overstapte. In de jaren 1525-1529 had hij te maken met de Boerenoorlog in de Palts en moest hij herhaaldelijk vluchten. 
Het ligt voor de hand dat hij in het kielzog van Maximiliaan van Oostenrijk in de Zuidelijke Nederlanden verzeild was en er een beneficie in Brugge ontving.